# Tsunami w Cieśninie Sundajskiej
Tsunami w Cieśninie Sundajskiej – tsunami, które nawiedziło wybrzeże Lampung i Banten oraz regiony Serang i Pandelang, prawdopodobnie na skutek erupcji wulkanu Anak Krakatau w Indonezji.

## Tło

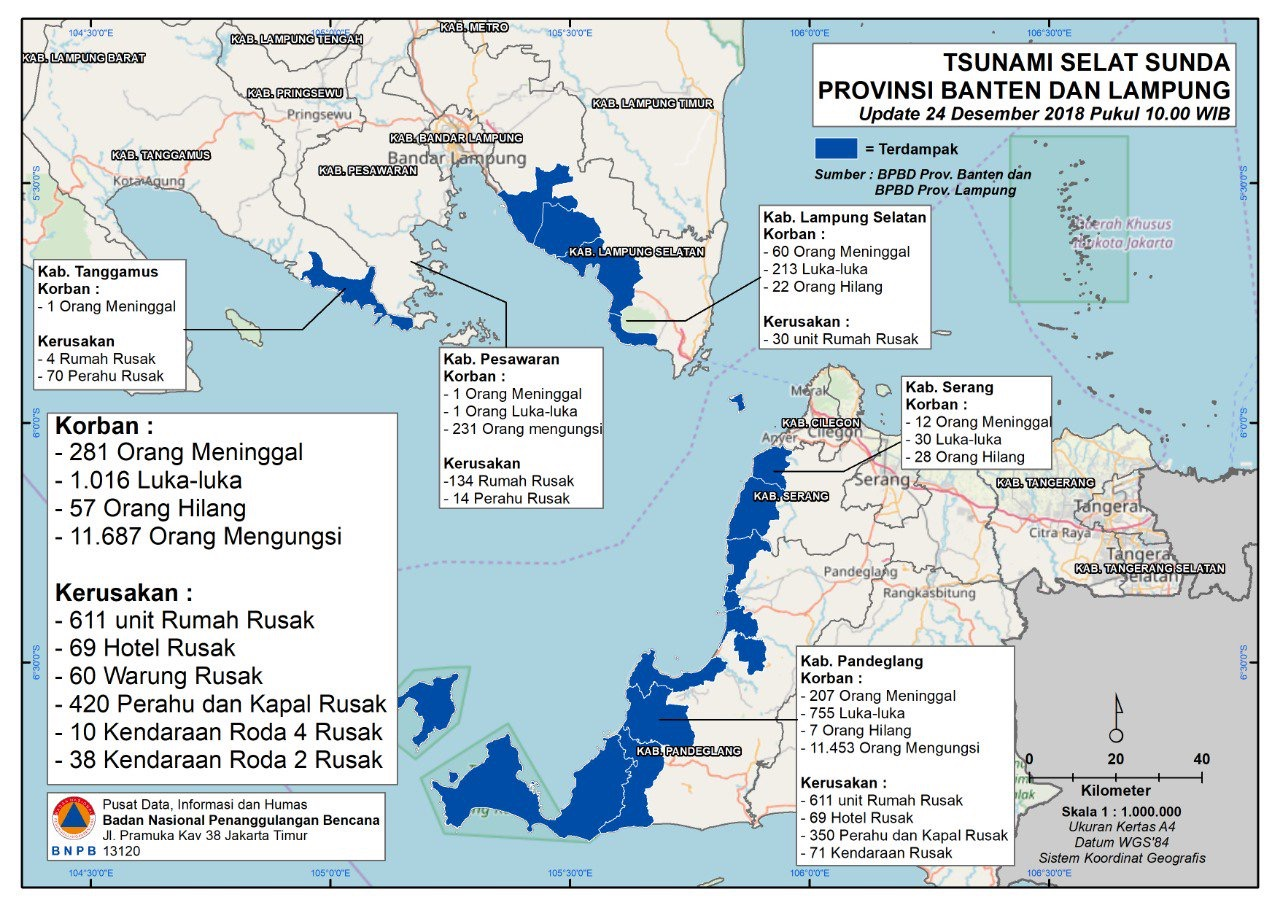
Obszary dotknięte tsunami

Cieśnina Sundajska jest położona w Pacyficznym Pierścieniu Ognia, gdzie znajduje się 127 aktywnych wulkanów. Po wybuchu wulkanu Krakatau w 1883, który był jednym z najsilniejszych odnotowanych w dziejach ludzkości, w wyniku fal tsunami zginęło ponad 30 tys. osób, a obszar wokół erupcji został wypełniony popiołem wulkanicznym.

## Katastrofa
22 grudnia 2018 około godziny 21:30 fale tsunami nawiedziły Cieśninę Sundajską, uderzając w  wybrzeża Banten i Lampung oraz regiony Serang i Pandeglang, niszcząc wiele budynków. W katastrofie zginęło co najmniej 437 osób, a 7202 odniosło obrażenia, zaginione pozostają (tydzień po zdarzeniu) 24 osoby.